# Bereznuvatka, Sînelnîkove
Bereznuvatka (în ucraineană Березнуватка) este un sat în comuna Lubeanka din raionul Sînelnîkove, regiunea Dnipropetrovsk, Ucraina.

## Demografie
Componența lingvistică a localității Bereznuvatka
     Ucraineană (100%)
Conform recensământului din 2001, toată populația localității Bereznuvatka era vorbitoare de ucraineană (100%).